# 史天祥 (元朝)
史天祥（1191年—1258年），永清（今河北永清）人，金朝末年至元朝初年政治人物。史秉直族侄。史天祥的父亲史怀德是史秉直祖父史倫二哥的孙子。
1213年，跟随史秉直投降归附蒙古帝国，隶木华黎帐下，署都镇抚。跟随蒙古征战，所至皆先登。1214年，其父史怀德战殁，领其所统黑军。屡下州城。攻占高州、惠和等十五城。俘获金将完颜胡速。先后在今河北、河南等地大败金军。1223年，任蒙古汉军兵马都元帅，总十二万户，镇河中。1224年，任北京等七路兵马右副都元帅。攻西夏，中箭伤额，后竟失明。因伤疾，不预军务。官至行北京七路兵马都元帅府事。